# Жоффруа II Мартел

Владения графов анжуйских на карте Франции 1030 г.

Жофрей II Мартель (фр. Geoffroy II d’Anjou, dit Martel; 14 октября 1006, замок Лош — 14 ноября 1060, Анже) — граф Вандома с 1032 года, граф Анжуйский с 1040 года, граф Тура с 1044 года из династии Ингельгерингов, сын графа Анжуйского Фулька III Чёрного и Хильдегарды.

## Биография

### Правление
Жоффруа II Мартел родился 14 октября 1006 года в замке Лош, который был построен его отцом Фульком III Чёрным.
В 1032 году Жоффруа сочетался браком с Аньес Бургундской, вдовой герцога Аквитании и графа Пуатье Гильома V Великого. Этот брак позволил Жоффруа II вплотную заняться делами Пуату и Аквитании.
В том же году возник раскол между его сестрой Аделью де Вандом-Анжу и её сыном — графом Вандома Фульком Неверским по прозвищу Гусёнок. Причиной семейной распри стало то, что Адель после смерти её старшего сына Бушара II разделила графство пополам между собой и младшим сыном. Фульк был этим недоволен и предпринял попытку вытеснить мать. Однако Адель, чтобы защитить свои права, передала свою половину графства в управление брату — Жоффруа II Анжуйскому, а тот, воспользовавшись этим, захватил земли Фулька и объединил графство под своей короной.
В течение того же 1032 года Жоффруа Мартел захватил Сентонж у Гильома VI Аквитанского. Подстрекаемый своей женой Аньес и поддерживаемый сюзереном Нижнего Пуату виконтом Жоффруа II де Туаром, он продолжил атаковать герцога Аквитании. Выиграв в 1033 году битву при Монконтуре, Жоффруа Мартел захватил Гильома Аквитанского в плен и держал его в заключении больше трёх лет, поскольку тот не давал согласия на передачу Сентонжа. Графу Анжуйскому вообще везло с пленными.
После смерти Гильома 15 декабря 1038 года его брат Эд II, герцог Гаскони продолжил борьбу за Пуату, но не слишком успешно. В конце концов Эд Гасконский погиб во время осады Моза в 1039 году. С этого времени граф Анжуйский господствовал над Пуату до развода со своей первой супругой графиней Агнессой в 1049/1052 году.
В 1040 году смерть Фулька III Чёрного позволила Жоффруа стать полновластным сюзереном огромного региона, укрепленного множеством крепостей, который включал в себя: Анжу, восточную часть Турени, Вандом, Сентонж, Лудэн и часть Берри.
Анжуйский дом получил в лице Жоффруа II достойного главу, который за 20 лет добился очень многого. Будучи довольно грубым, беспринципным, жестоким и физически очень сильным человеком, он оставался в то же время одним из самых культурных и образованных людей своего времени. Жоффруа плохо умел скрывать свои амбиции и был не слишком хорошим дипломатом. Зато он полностью соответствовал своему прозвищу «Молот» и крушил на своем пути всё, что мешало ему добиться желаемого.
Жоффруа Мартел в союзе с королём Франции Генрихом I, который официально передал ему господство над всей Туренью, продолжил в отношении соседей — графов Блуа — политику своего отца, направленную на сокращение их влияния и вытеснению из Турени.
В 1044 году в сражении под Нуи около Сен-Мартен-ле-Бо Жоффруа Мартел одержал свою решающую победу над домом Блуа. Во время битвы опять везение — был захвачен граф Блуа Тибо III, который и передал графу Анжуйскому все права на Турень. Многочисленные сторонники графов Блуа были удалены не только из Турени, но и из соседних областей. Отныне дом Блуа больше никогда не вмешивался в жизнь этого региона.
Однако с этого момента Генрих I был очень обеспокоен подъёмом и укреплением графа Анжуйского и запретил ему самостоятельно предпринимать какие-либо политические действия и военные походы.
Тем не менее Жоффруа Мартел уже начал присматриваться к графству Мэн. В это время, где-то между 1045 и 1047 годами, граф Мэна Гуго IV женился на Берте, дочери графа Эда II де Блуа. А Жоффруа II совсем не желал, чтобы Мэн попал под влияние дома Блуа. Кроме того, Мэн был важным транзитным регионом, через который шли важные транспортные пути.
В тот период времени графы Мэн были не слишком сильны, и Гуго IV постоянно вел локальные войны со своими вассалами, многие из которых — семьи Майенн, Шато-Гонтье, Краон, Лаваль и Витре — имели свои хорошо укреплённые замки. Среди самых влиятельных фамилий графства была семья Беллем, которая контролировала один из самых важных регионов на границе графства Мэн и Нормандии. К тому же три епископа Ле-Мана, последовательно возглавлявшие епархию с 992 по 1055 год — Сигфруа, Авегод и Жерве — являлись выходцами из семейства Беллем. И епископ Жерве, чьей резиденцией была крепость Шато-дю-Луар, совсем не разделял взглядов Жоффруа Мартела на будущее Мэна.
Жоффруа II Анжуйский начал с нападения в 1047 году на Шато-дю-Луар. Он сжег часть замка, но захватить его так и не смог. Тем не менее ему опять повезло: он захватил в плен епископа Жерве и приказал бросить его в тюрьму, где продержал 7 лет, пока тот в обмен на свободу не передал Жоффруа права на Шато-дю-Луар. С этого момента у Жоффруа портятся отношения не только с королём Франции, но и со Святым престолом. В 1048 году он все-таки захватил Шато-дю-Луар, а в течение 1049 года был сам осаждён Генрихом I в крепости Сент-Мор. В том же году папа Лев IX объявил об отлучении от церкви графа Анжуйского, продолжавшего удерживать в тюрьме епископа Мена.
Затем Жоффруа опять повезло — 26 марта 1051 года неожиданно умер Гуго IV, и жители Ле-Мана сдали город Жоффруа Мартелу. Это укрепило его тылы, он продолжил наступление в северо-восточном направлении и захватил крепости Домфрон и Алансон. Любое дальнейшее продвижение графа Анжуйского угрожало уже непосредственно Нормандии, и поэтому герцог Нормандии Вильгельм, будущий завоеватель Англии, был вынужден реагировать. К тому же этого от него требовала церковь, а также изгнанная из Мэна и приехавшая к нему с сыном Гербертом и дочерью Маргарет вдова Гуго IV — Берта. Да и своему сюзерену королю Франции, осадившему анжуйскую крепость Мульерн, он был обязан оказывать помощь. Вильгельм выступил против Жоффруа, и к концу 1051 года его войска захватили Алансон и Домфрон.
Тем временем, после такого усиления влияния Вильгельма Нормандского, Генрих I разорвал свой союз с ним и возобновил дружбу с графом Анжу. Жоффруа, теперь уже вместе с королём Франции, ещё долго воевал против герцога Нормандского. В 1057 году он захватил Нант и вместе с войсками Генриха I вторгся в Нормандию, где в 1058 году потерпел поражение.
Жоффруа Мартел умер 14 ноября 1060 года в монашеской обители Св. Николая в Анже.

### Браки и наследники
После развода в 1049/1052 году со своей первой женой Агнессой Бургундской Жоффруа II Мартел в том же году женился на Грейс, вдове владельца Монтрёй-Белле, с которой также развёлся, а затем, около 1056 года, — на немецкой принцессе Адельгейде. Однако он так и остался бездетным, несмотря на три брака.
Ему наследовал его племянник Жоффруа III Бородатый, с которым сразу начал воевать и в 1068 году добился успеха, став графом Анжуйским, его брат Фульк IV Решен.